# Gagea altaica
Gagea altaica är en liljeväxtart som beskrevs av Boris Konstantinovich Schischkin och Georgji Prokopievič Sumnevicz. Gagea altaica ingår i Vårlökssläktet och i familjen liljeväxter. Inga underarter finns listade.